# Gracian Botev
Gracian Georgievič Botev (in russo Грациан Георгиевич Ботев?; 12 dicembre 1928 – 16 agosto 1981) è stato un canoista sovietico.

## Palmarès

### Olimpiadi
- 2 medaglie:
  - 1 oro (Melbourne 1956 nel C2 10000 m)
  - 1 argento (Melbourne 1956 nel C2 1000 m)